# Vladimir Milenković
Vladimir Milenković (ur. 22 czerwca 1982 w Niszu) – serbski piłkarz grający na pozycji napastnika.

## Kariera
Milenković piłkarską karierę rozpoczynał w swoi rodzinnym mieście, w klubie Radnički Nisz. Do dorosłego składu tej drużyny został włączony przed sezonem 2000/2001, kiedy zespół grał jeszcze w Prva liga. Następnie spadł do drugiej ligi, lecz szybko powrócił do najwyższej, aby ponownie zostać zdegradowanym. W rundzie wiosennej sezonu 2004/2005 przebywał na wypożyczeniu w Worskła Połtawa, gdzie strzelił cztery z 18 zdobytych przez jego drużynę goli i pomógł jej utrzymać się Wyższej Lidze. Po powrocie do swojego macierzystego klubu, Milenković występował w nim jeszcze przez 2,5 roku, po czym przeszedł do Rudar Pljevlja, gdzie rozegrał 14 meczów, a jego zespół zajął w lidze piąte miejsce.
Latem 2008 roku Milenković testowany był w Jagiellonii Białytsok. 2 sierpnia wystąpił w pierwszej połowie sparingu z Legią Warszawa. Trener Jagiellonii, Michał Probierz powiedział później, że wszyscy zawodnicy zagrali dobrze. Ostatecznie Serb, ze względu na szeroką kadrę białostocczan, nie znalazł zatrudnienia w polskim klubie.
Po nieudanej próbie zatrudnienia w Jagiellonii, Milenković przed rundą wiosenną sezonu 2008/2009 został piłkarzem Primorje Ajdovščina. Zadebiutował w spotkaniu z FC Koper w którym przebywał na boisku pełne 90 minut. Dość szybko stał się podstawowym piłkarzem swojego klubu. W kwietniu zdobył dwa gole w zremisowanym 3:3 meczu z ND Gorica. Następnie strzelił również ważną bramkę w pojedynku z NK Rudar Velenje. Sezon 2008/2009 zakończył z 15 ligowymi występami w których zdobył sześć goli. Jego klub zajął w tabeli ostatnie miejsce i spadł do drugiej ligi.
Przed sezonem 2009/2010 Milenković przeszedł do szóstej drużyny poprzednich rozgrywek, Interblocku Lublana. W pierwszych pięciu meczach w których zagrał nie zdobył żadnej bramki. Następnie trafił w spotkaniu z NK Nafta Lendava i dwukrotnie w pojedynku z ND Gorica oraz NK Maribor. W październiku zdobył również gola w meczu z NK MIK CM Celje. Łącznie zagrał w 13 spotkaniach i strzelił sześć bramek.
Na początku 2010 roku przyjechał na testy do Polonii Bytom. Interesowała się nim również Odra Wodzisław Śląski. 16 stycznia zagrał w kontrolnym meczu z MKSem Kluczbork w którym strzelił jedynego gola dla Polonii. W protokole sędziowskim wpisano go jako Popovicia, zaś dziennikarzom powiedział, że nazywa się Petrović. Serb nie chciał ujawnić swojego nazwiska przed podpisaniem kontraktu. 18 stycznia pomyślnie przeszedł testy medyczne i związał się z nowym klubem dwuipółletnią umową.